# تل بنات (سوريا)
تل بنات (المعروف أيضًا بالنصب الأبيض) هو تل يعود تاريخه إلى الألفية الثالثة قبل الميلاد في أوائل العصر البرونزي، ويغمره حاليًا بحيرة الأسد بعد بناء سد تشرين. يعتبر أقدم نصب حربي معروف للحرب في العالم، والذي يبدو أنه اشتمل على دفن منظم لمقاتلين من الأعداء.

## تاريخ
تم حفر تل بنات شمال (النصب الأبيض) وهو جزء من مجمع استيطاني أكبر بما في ذلك تل بازي في 1988-1999 من قبل جامعة تورنتو. يعود تاريخ القطع الأثرية والمدافن الموجودة في التل إلى حوالي 2450 قبل الميلاد.